# هيئة مدينة لاهور المسورة
هيئة مدينة لاهور المسورة هي منظمة شبه حكومية أنشأتها ومولتها حكومة البنجاب [الإنجليزية] للحفاظ على مدينة لاهور المسورة وتخطيطها وتطويرها وتنظيمها وإدارتها، وهي الجزء الداخلي المحصن التاريخي من لاهور في البنجاب، باكستان.
تعمل المنظمة بشكل مستقل وأُسسَت في عام 2012 بعد أن عدلت الجمعية الإقليمية للبنجاب [الإنجليزية] مشروع قانون مدينة لاهور المسورة لعام 2011 لإنشاء الهيئة. إنها تهتم بالمواقع التراثية في المنطقة وتحدد العقوبات الخاصة بإتلاف المباني وتدير وظائف مدينة لاهور القديمة. وتساعد الهيئة أيضًا في تعزيز الأنشطة الثقافية والسياحة في لاهور.

## ملحوظات
1. ↑  البنجابية الغربية: اندرون شہر لہور اتھارٹی; الأردية: مقتدرہ اندرون شہر لاہور